# B' Katīgoria 2008-2009
L'edizione 2008-2009 della B' Katīgoria vide la vittoria finale dell'Ermis Aradippou.

## Formula
Le 14 squadre partecipanti hanno disputato il campionato incontrandosi in due gironi di andata e ritorno, per un totale di 26 giornate. Erano previste tre retrocessioni e tre promozioni. In caso di arrivo a pari merito contavano la classifica avulsa e le reti segnate negli scontri diretti.

## Classifica finale
|  |    | Classifica finale   | G  | V  | N  | P  | GF | GS | Dif | Pt |
|  | -- | ------------------- | -- | -- | -- | -- | -- | -- | --- | -- |
|  | 1  | Ermīs Aradippou     | 26 | 14 | 8  | 4  | 47 | 26 | +21 | 50 |
|  | 2  | Arīs Limassol       | 26 | 15 | 4  | 7  | 56 | 25 | +21 | 49 |
|  | 3  | Nea Salamis         | 26 | 14 | 7  | 5  | 38 | 21 | +17 | 49 |
|  | 4  | Olympiakos Nicosia  | 26 | 14 | 6  | 6  | 39 | 21 | +18 | 48 |
|  | 5  | Digenīs Morphou     | 26 | 13 | 5  | 8  | 38 | 28 | +10 | 44 |
|  | 6  | Omonia Aradippou    | 26 | 11 | 4  | 11 | 33 | 41 | -8  | 37 |
|  | 7  | MEAP Nīsou          | 26 | 10 | 6  | 10 | 25 | 28 | -3  | 36 |
|  | 8  | Agia Napa           | 26 | 7  | 10 | 9  | 23 | 31 | -8  | 31 |
|  | 9  | Onīsilos Sōtīra     | 26 | 8  | 7  | 11 | 30 | 36 | -6  | 31 |
|  | 10 | ASIL Lysī           | 26 | 7  | 9  | 10 | 29 | 30 | -1  | 30 |
|  | 11 | PAEEK Kerynias      | 26 | 7  | 8  | 11 | 27 | 31 | -4  | 29 |
|  | 12 | Chalkanoras Idaliou | 26 | 6  | 5  | 15 | 20 | 41 | -21 | 25 |
|  | 13 | EN ThOΪ Lakatamia   | 26 | 7  | 4  | 15 | 31 | 46 | -15 | 25 |
|  | 14 | Ethnikos Assia      | 26 | 3  | 8  | 15 | 30 | 62 | -32 | 17 |

G = Partite giocate; V = Vittorie; N = Nulle/Pareggi; P = Perse; GF = Goal fatti; GS = Goal subiti; DIF = Differenza reti;

### Verdetti
- Ermis Aradippou, Aris Limassol e Nea Salamis promossi in Divisione A.
- Chalkanoras Idaliou, ENThOI Lakatamia e Ethnikos Assia retrocesse in Terza Divisione.

## Classifica marcatori[4]
| # | Nome                  | Squadra            | Goal |
| - | --------------------- | ------------------ | ---- |
| 1 | Slaviša Dugic         | Aris Limassol      | 14   |
| = | Konstantin Mirchev    | Omonia Aradippou   | 14   |
| 3 | Marios Neophytou      | Olympiakos Nicosia | 10   |
| = | Andreas Papathanasiou | Ermis Aradippou    | 10   |
| = | Marios Christodoulou  | Ermis Aradippou    | 10   |